# 目黒真司
目黒 真司（めぐろ しんじ、1970年5月30日 - ）は、広島県出身の日本の実業家。コンビニエンスストアを運営する株式会社ポプラの元代表取締役社長。創業者で株式会社ポプラ代表取締役の目黒俊治会長兼社長の娘婿にあたる。

## 経歴
- 1994年3月 慶應義塾大学経済学部を卒業。
- 1996年12月 株式会社ポプラに入社する。
- 1998年9月 株式会社ハイ・リテイル・システム[1]取締役に就任（ - 2000年6月）
- 2000年7月 株式会社ファースト[2]常務取締役に就任（ - 2001年1月）。
- 2001年11月 西日本統括本部四国地区本部長に就任。
- 2002年3月 中四国地区本部[3]店舗運営部長に就任。
- 2003年9月1日 九州地区本部[3]長に就任。
- 2007年9月1日 管理本部副本部長に就任。
- 2008年3月1日 専務執行役員社長室室長に就任。
- 2008年5月29日 代表取締役社長に就任。
- 2019年9月10日 代表取締役社長を辞任。同時に取締役も退任。